# Закон об инвестициях в инфраструктуру и рабочие места
Закон об инвестициях в инфраструктуру и рабочие места (англ. Infrastructure Investment and Jobs Act) — закон США, принятый Сто семнадцатым Конгрессом и подписанный президентом Джо Байденом 15 ноября 2021 года. Первоначально этот закон представлял собой пакет инфраструктурных услуг стоимостью 715 миллиардов долларов, который включал положения, касающиеся автомобильных дорог федеральной помощи, транзита, безопасности дорожного движения, автомобильных перевозчиков, исследований, опасных материалов и железнодорожных программ Министерства транспорта. После переговоров в Конгрессе между скромными и прогрессивными демократами в него были внесены поправки и он был переименован в «Закон об инвестициях в инфраструктуру и рабочих местах», чтобы включить финансирование широкополосной передачи, чистой воды, обновления электросетей в дополнение к транспортным и дорожным предложениям первоначального законопроекта Палаты представителей. Эта более новая версия включала расходы примерно в 1,2 триллиона долларов, при этом 550 миллиардов долларов были новыми санкционированными расходами сверх того, что Конгресс планировал регулярно авторизовываться, в то время как остальная часть была регулярно авторизованными расходами.
Данный законопроект был представлен в Палате представителей конгрессменом Питером Дефазио 4 июня 2021 года. 10 августа 2021 года изменённый законопроект был одобрен Сенатом (69—30). Через несколько месяцев, 5 ноября 2021 года Палата представителей одобрила закон с поправкой Сената (228—206), и через десять дней он был подписан президентом Байденом.

## Положения

### Версия Палаты представителей
Первоначальная версия законопроекта, принятая Палатой представителей 1 июля 2021 года, включала следующие пункты:
- продлевает установленные уровни 2021 финансового года до 2022 финансового года для программ федеральной помощи по автомагистралям, транзиту и безопасности
- повторно утверждает для финансового периода 2023—2026 несколько программ наземного транспорта, в том числе программу федеральной помощи по автомобильным дорогам, программы транзита, безопасность дорожного движения, безопасность автомобильных перевозчиков и железнодорожные программы
- решение проблемы изменения климата, включая стратегии по уменьшению воздействия системы наземного транспорта на изменение климата и оценку уязвимости для выявления возможностей повышения устойчивости системы наземного транспорта и обеспечения эффективного использования федеральных ресурсов
- пересматривает требования к закупкам для автомобильных дорог, общественного транспорта и железных дорог
- устанавливает программу восстановления сельских мостов для повышения безопасности и состояния хорошего ремонта мостов в сельских общинах
- внедряет новые требования безопасности во всех видах транспорта
- поручает Министерству транспорта разработать пилотную программу для демонстрации национальной платы за использование автотранспортных средств за милю для восстановления и поддержания долгосрочной платежеспособности Целевого фонда автомобильных дорог и достижения и поддержания состояния хорошего ремонта в системе наземного транспорта

### Версия Сената
Согласно NPR, версия, которая была принята Сенатом 28 июля, включает в себя:
- 110 миллиардов долларов на дороги, мосты и другие крупные проекты
- 11 миллиардов долларов на программы транспортной безопасности
- 39 миллиардов долларов на модернизацию транзита и повышение доступности
- 66 миллиардов долларов на железнодорожный транспорт
- 7,5 млрд долларов на создание национальной сети зарядных устройств для электромобилей
- 73 миллиарда долларов на энергетическую инфраструктуру и передачу чистой энергии
- 65 миллиардов долларов на развитие широкополосной связи